# Ulazno-izlazne jedinice
Ulazno-izlazne jedinice (uređaji) (енгл. Input/output ili I/O) se odnose na sve delove koje podsistemi računara koriste za međusobnu komunikaciju.
Pojam ulazno-izlazne jedinice kod računara koristi se za opisivanje komunikacije između računara i računara ili računara i osobe; na primer miš i tastatura su ulazne jedinice dok su monitor i štampač izlazne jedinice. Šta će se smatrati kao I/O zavisi od toga koliko se detalja uzima u obzir. Na primer, komunikacija između dva procesora se neće smatrati kao I/O ako se multiprocesori gledaju kao jedan sistem. Brzina ulazno-izlaznih jedinica zavisi od brzina magistrala koje se koriste. 